# آی‌ان‌اس پراچاند (کی۹۰)
آی‌ان‌اس پراچاند (کی۹۰) (به انگلیسی: INS Prachand (K90)) یک کشتی است که طول آن 38.6 meters می‌باشد.